# 天下のちゃんゆき
天下のちゃんゆき（てんかのちゃんゆき）は、日本の作家・アイドルであり、アイドルグループ・THE BANANA MONKEYSのオリジナルメンバーで、愛称は天下・天下ちゃん。

## 来歴
小学生の頃から漫画家を目指していたが、絵を描くことが面倒臭いということに気づき、諦める。絵を捨てた結果、残ったものが文才と発想力だったため小説家を志す。
2017年3月18日、THE BANANA MONKEYSのオリジナルメンバーとして秋葉原PLUM LIVE STAGEにてデビューライブを行う。
2017年4月より、作詞活動開始。
2017年8月、ブスiD2018でTRASH-UP!!賞を受賞。

## 人物・エピソード
2020年4月より、Twitterで個人の創作活動を本格的に開始。開始約2ヶ月で『欅坂46のオーディションに落ちた腹いせに、全員俺の顔にしてやった』のツイートが反響を呼び、そこから立て続けに『ライブハウスでコールができなくなると聞いたので、オタクのための機械を作ってみた』の動画を出し、世間的に知名度を上げた。

## 作品
作詞
- 賽は投げられた
- All Night Festival
- 1776
- 1789
- キュウソネコヲカム
- 全力童貞男子
- 歯磨き
- ラストシンデレラ
- 今を生きろ。
- Viewtiful World
- My hair is 人生
- 明日やろうは馬鹿野郎
- アシタ
- ウイスキーチルドレン
- どストライク！キミに的中☆
- 何者
- ハチャメチャヒーロー
- ノンフィクション(手羽先センセーション)
- 新しい日々
- 未完成爆弾
- CHOCOLATE DIVE(あまりりす)
- きゅん
- 「あのね」(ふぇありーているず！)
- おっけーぐーぐる